# スカルナフィージ
スカルナフィージ（伊: Scarnafigi）は、イタリア共和国ピエモンテ州クーネオ県にある、人口約2,100人の基礎自治体（コムーネ）。

## 地理

### 位置・広がり
| 隣接するコムーネは以下の通り。 - ラニャスコ - モナステローロ・ディ・サヴィリアーノ - ルッフィーア - サルッツォ - サヴィリアーノ - トッレ・サン・ジョルジョ - ヴィッラノーヴァ・ソラーロ |

#### 地震分類
イタリアの地震リスク階級 (it) では、3 に分類される
。

## 行政

### 分離集落
スカルナフィージには、以下の分離集落（フラツィオーネ）がある。
- Fornaca,Fornaca Nuova, Millone, Grangia, San Cristoforo